# Шаліт Олександр Григорович
Шаліт Олександр Григорович — український діяч культури та громадський діяч, експерт з проблем дитячого естетичного виховання. Голова Президії ГО "Всеукраїнська рада директорів закладів початкової мистецької освіти", кавалер ордену «За заслуги» 3 ступеня, заслужений працівник культури України, директор Київської дитячої музичної школи № 35.

## Біографія
Народився 4 серпня 1945 року у м. Ульяновську в родині службовців, яка перебувала в евакуації. У 1950 році родина повернулася до м. Полтави. З 1952 по 1955 рр. навчався в Полтавській СШ № 25, з 1955 по 1961 рр. — у Полтавській середній школі № 10.

В 1961 р. вступив до Полтавського музичного училища ім. М.Лисенка де навчався до 1964 р. З 1961 по 1964 р. працював музичним вихователем дитячого садка № 41 м. Полтави.
З 1964 р. по 1967 служив у лавах Радянської Армії, спочатку у військовому оркестрі в/ч 61599 — валторна, потім у Ансамблі пісні та танцю Київського військового округу — віолончель.

З 1967 по 1972 рік працював у Бориспільській дитячій музичній школі викладачем музично-теоретичних дисциплін і класу віолончелі та заступником директора з навчальної роботи.

З 1968 по 1973 рік навчався у Кіровоградському педагогічному інституті ім. О. С. Пушкіна.

У 1972 р. почав працювати у Правлінні Музично-хорового товариства УРСР на посаді начальника відділу музичного виховання, а у 1973 році, після проведення ІІ З'їзду Музичного Товариства, Пленумом Правління був обраний на посаду відповідального секретаря на якій перебував до 1977 року.

З 1977 року по цей час працює на посаді директора Київської дитячої музичної школи № 35 з викладанням віолончелі та музично-теоретичних дисциплін.

У 1985 р. був обраний до складу Президії Ради директорів шкіл естетичного виховання м. Києва та до складу Президії Ради директорів музичних шкіл України у складі якої до січня 2003 р. був заступником Голови Президії.

У 1990 — 91 рр. входив до складу експертної ради по дитячому естетичному вихованню при Всесоюзному Методичному кабінеті Міністерства культури СРСР.

З 1996 року працював у складі групи розробників нормативних документів для шкіл естетичного виховання СРСР. Зокрема брав участь у розробці:
- Положення про початковий спеціалізований мистецький навчальний заклад (школу естетичного виховання);
- Положення про атестацію педагогічних працівників навчальних закладів та навчально-методичних установ сфери культури;
- Типових навчальних планів для початкових спеціалізованих мистецьких навчальних закладів (шкіл естетичного виховання) України.

Є автором та співавтором 5-ти випусків Збірок нормативних документів та методичних рекомендацій для керівників шкіл естетичного виховання України.

З 1980 року викладає в Інституті післядипломної освіти Національної Академії керівних кадрів культури та мистецтв Міністерства культури України для груп керівників навчальних закладів мистецького спрямування.

З 2000 по 2003 рік працював за сумісництвом викладачем класу віолончелі Київського державного вищого музичного училища ім. Р.Глієра.

З 2000 року був позаштатним консультантом Комітету Верховної Ради України з питань освіти і науки.

У січні 2003 року обраний Головою Президії ради директорів музичних шкіл та шкіл мистецтв м. Києва, а також Головою Президії ради директорів початкових спеціалізованих мистецьких навчальних закладів (шкіл естетичного виховання) України. У 2010 році Раду директорів початкових спеціалізованих мистецьких навчальних закладів (шкіл естетичного виховання) України перейменовано у Всеукраїнську раду директорів початкових спеціалізованих мистецьких навчальних закладів (шкіл естетичного виховання) Президію якої до цього часу він очолює.
З 2007 по 2012 роки — помічник-консультант на громадських засадах народного депутата України Коваля В. С.

З 2013 року — помічник-консультант на громадських засадах народного депутата України І. Швайки та консультант Комітету Верховної ради України з питань культури та духовності.

## Нагороди
- 1998 — Почесне звання «Заслужений працівник культури України».
- 2006 — Орден «За заслуги» ІІІ ступеня.
- 2009 — Почесна Грамота Верховної Ради України.
- 2015 — Почесна Грамота Кабінету Міністрів України.